# Padang
Padang là thành phố thủ phủ tỉnh Tây Sumatera, vùng Sumatra, Indonesia. Thành phố này có diện tích  km², dân số là 833.000 người (điều tra năm 2010). Kể từ thế kỷ 16, Padang đã là một trung tâm thương mại. Trong thế kỷ 16-17, hồ tiêu đã được trồng và mua bán với Ấn Độ, Bồ Đào Nha, Anh và Hà Lan. Năm 1663 thành phố đã thuộc thẩm quyền của người Hà Lan. Người Hà Lan xây dựng một cảng thương mại ở đây vào năm 1680. Thành phố nằm dưới quyền Anh hai lần, lần đầu tiên 1781-1784 trong lần thứ tư cuộc chiến tranh Anh-Hà Lan, và một lần nữa 1795-1819 trong cuộc chiến tranh Napoleon. Sau đó thành phố đã được chuyển giao lại cho Hà Lan. Lên đến khoảng 1780 các sản phẩm thương mại quan trọng nhất là vàng, có nguồn gốc từ các mỏ vàng trong khu vực. Khi các mỏ nơi cạn kiệt, sự nhấn mạnh chuyển sang sản phẩm khác như cà phê, muối và dệt may.